# Semiothisa oaxacana
Semiothisa oaxacana là một loài bướm đêm trong họ Geometridae.